# 特許大学
特許大学（とっきょだいがく）はかつて東京都千代田区神田にあった株式会社（教育機関ではない。後述）。1964（昭和39）年6月に設立された。設立者はM氏。(以下学長と記す)

## 概要
日本における特許、実用新案の弱さのため、個人の発明が実用化できないまま資本力のある大企業に奪われてしまう状況を改善するために設立したと学長は語っているが、実態としては「特許〇〇博士」や「功爵」、「博爵」のような肩書の販売を本業とし、16年間で約10億円の収益を上げていた。日本最大級の博士号詐欺とも評される。
当然、学校教育法に定められている大学ではないため、博士号そのものを授与するのではなく、「特許〇〇博士」という商標を利用許諾する形で「授与」していた。また、学校教育法の規定を回避するために、教育設備を置かずに事務局のみで運営していた。加えて、学位規則には罰則がないことも特許大学の「博士号」の取締りを困難にしていた。
特許権、またはそれに類する権利を得たことのある者の論文を審査した上で「博士号」を授与するとしていたが、それらの前提となる資格は拡大解釈され、審査はほぼ全員を通過させるなど形式的なものであった。
非認定にもかかわらず学位授与を謳う法人として、ディプロマミル、ないしはそれを発展させたビジネスであると指摘されている。

## 特許大学の「称号」と活動
特許大学が授与できるとしていた特許博士号はおよそ300種類で、特許工学博士や特許政経学博士といった学校教育法に定められている博士号に「特許」の文字を付け加えたものから、特許健康哲学博士、特許警察学博士、特許指圧学博士、特許呪元術霊法学博士などといった全く新しい「博士号」を作り、商標の利用許諾という形で授与していた。論文審査にかかる料金を「審議銓衡及記録料」などとして十万円～とパンフレットに記載されていたが、実際には「博士号」1つあたり数百万円を支払わせていた。
また「功爵」「博爵」や公侯伯子男に新を付け加えた称号などからなる「新華族会」や、旧日本軍の階級に同じく新を加えた称号からなる「日本国民軍士会」など複数の形式で同様の称号を販売していた。さらに、大学債を購入したという人物もいる。
有名大のれっきとした学者に「博士号」を一方的に送りつけ、無償で会員にするなどといった強引な勧誘も行われていた。受け取った者には、法的に問題のないことを知って受け入れるものもいた。
書類送検後の取材では、儲けでキャバレーに通い遊んでいたという警察の調べについて、ホステスにチップを渡して社会的地位のある顧客の名簿を閲覧し、ホステスの助言をもとに案内状を送りつけていたので、営業の一環であると説明した。もし摘発がなければ、県議や市議、商工会に消防団などへ片っ端から送る計画で、五千人の入会を見込んでおり「（事件が）新聞に出なければ百億円はもうかったのに」と話している。
特許大学が当時出稿していたと思われる広告には賀陽宮恒、岸信介、和知鷹二といった政治家や元皇族、元軍人の名があり、また当時の外務大臣福田赳夫、労働大臣原健三郎が特許大学に肯定的な意見を発表している。懇親大会には常陸宮正仁親王、高松宮宣仁親王、三笠宮崇仁親王などが参加しており、政治家、財界人、文化人等のバックアップを受け設立され、外国の政府主脳や財界人の実力者が特許博士会員であると言われていた。
なお、特許大学は福田赳夫に特許政治学博士の称号を送ったとしており、パンフレットなどにも授与式の画像を掲載していたが、本人は称号を受けたことを否定している。
特許大学博士会で唯一の実体ある活動は、年に一度文化の日に行われる「祝賀懇親大会」であり、大会委員長である元皇族の梨本徳彦によれば一種の親睦会で、踊り子を呼んで舞台で踊らせるといったことを行っていた。大会では権威付けのためか、元皇族、大使、大臣など身分によって胸章を変えていた。

## 摘発
前述のように巧妙な手法で法の盲点をつき、独自の称号を販売していた特許大学と学長であったが、1980年11月25日に特許大学は捜査を受け、同12月19日にはM学長が書類送検される。調べによれば、44種の「博士号」を1102人に販売して、1976年からの約5年間で2億570万円の利益があった。
直接の容疑は農業技術コンサルタントA氏が「特許農学博士」の称号を受けた際に、学長自身の名刺や領収証、授与した「博士号」の学位記に「工学博士」や「政経学博士」と記載したことによる軽犯罪法違反である。詐欺的な商法として捜査していたものの、立件は難しく軽犯罪法の適用によるいわゆる別件逮捕となった。
書類送検後の朝日新聞の取材では、「（……）大体、文部省の博士号だっていいかげんなものも多い。文部省、文部省といばるな、といいたいね」などと意気盛んであった。

## 類似事例
同様の手口を用いて「博士号」を販売した例として、国際文化学院大学の例がある。同「大学」は工業所有権法に基づいて設立され、独創的な論文に対して「博士号」を授与する。
週刊新潮によれば、1966年に学長の弟が離反し、同様の手法で「国際博士」を販売する国際大学を設立している。

## 註